# Médiation culturelle
La médiation culturelle est une forme particulière de médiation qui regroupe l'ensemble des actions visant à mettre en relation des gens — un public, des participants — avec une œuvre artistique (tableau, installation, pièce de théâtre, performance artistique, œuvre littéraire ou cinématographique, œuvre musicale, etc.) ou une proposition culturelle (exposition, concert, thématique, etc.),.
Ses finalités sont éducatives, récréatives, sociales et citoyennes. Voulant œuvrer tant sur le registre du sens, de l'appropriation culturelle que sur celui du vivre-ensemble, la médiation culturelle s'inscrit dans une double perspective de démocratisation culturelle (accès du plus grand nombre au patrimoine, à la création artistique, aux ressources culturelles) et de démocratie culturelle (appropriation symbolique, valorisation des expressions culturelles des populations et de la culture des gens, développement social et émancipation des citoyens).

## Histoire
En France, l'expression « médiation culturelle » apparaît au milieu des années 1990 pour désigner de nouvelles formes de relations entre publics et œuvres, qui se développent alors dans les musées principalement. Ceux que l'on commence alors à désigner comme des médiateurs culturels inscrivent alors leur action dans le cadre des politiques culturelles publiques alors en plein développement en France après les « années Lang », par la création de formes de rencontres entre les œuvres ou propositions culturelles légitimées et valorisées dans les institutions culturelles publiques (ou bénéficiant de subventions publiques) et les publics de ces institutions.
Dans les musées labellisés Musée de France, la présence d'un « service ayant en charge les actions d'accueil du public, de diffusion, d'animation et de médiation culturelles » a été rendu obligatoire par loi du 4 janvier 2002, dite « loi musée », codifiée en 2004 au code du patrimoine.
De 2004 à 2007, une trentaine de professionnels de la médiation culturelle se retrouvent régulièrement pour rédiger une Charte déontologique de la médiation culturelle qui sera soumise à un collège d’universitaires partenaires avant d'être présentée le 11 janvier 2008 à l'occasion d'une journée de réflexion à la Grande Halle de la Villette à Paris. Elle propose sept principes éthiques :
1. Se fonder en éthique ;
2. S'inscrire dans un contexte ;
3. Investir le temps, perdurer ;
4. Accueillir la compétence culturelle de chacun ;
5. Composer par le truchement de l'objet ;
6. Exprimer une dynamique transversale ;
7. Des professionnels engagés.

Cette charte est le support de nombreux débats et échanges entre acteurs culturels entre 2008 et 2018,.

## Les lieux de la médiation culturelle

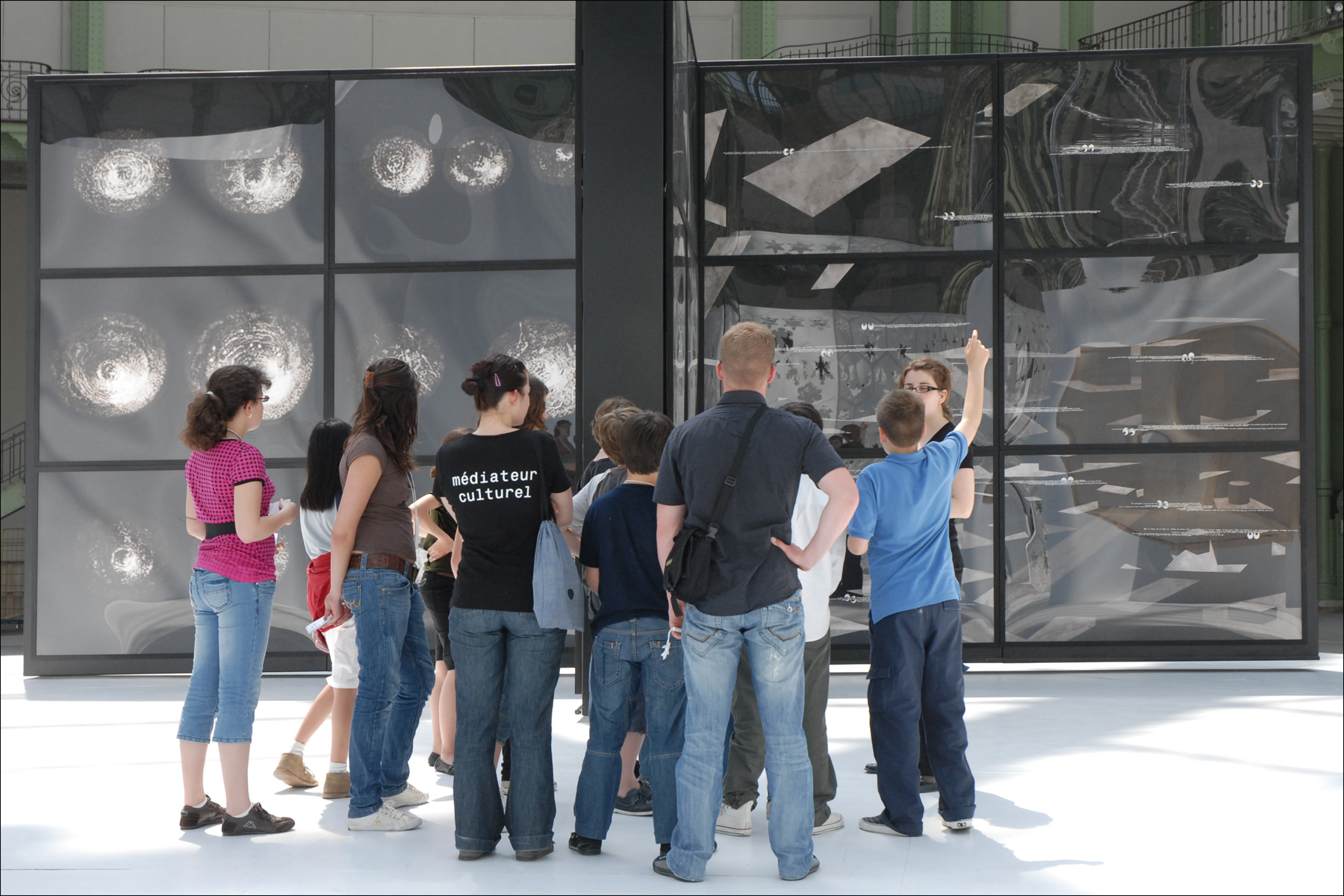
Médiation culturelle : La force de l'art au Grand Palais

La médiation culturelle s’exerce dans les musées d'art, les lieux d’art contemporain, les institutions qui présentent les arts de la scène, les lieux du patrimoine, les bibliothèques et tout lieu qui propose la découverte d'objets culturels ou artistiques. Tissant des liens avec les partenaires éducatifs, sociaux, etc, les médiateurs culturels tendent à développer des actions dans les milieux scolaires ou périscolaires, les organismes communautaires, les structures d'éducation populaire et les services publics de toutes sortes autour de projets communs. Ses manifestations varient selon les objectifs, les contextes et les moyens, mais elle est principalement là pour :
- faciliter l'accès à des formes culturelles à des personnes qui en sont éloignées[12] ;
- favoriser l'appropriation d'un lieu culturel, d'une œuvre ou projet artistique par des publics existants ou potentiels ;
- développer la curiosité, la sensibilité et le sens critique face aux manifestations culturelles ;
- encourager la participation citoyenne par la culture.

Souvent pensée et financée comme stratégie dans des contextes de revitalisation de territoires en difficulté, la médiation culturelle construit avec quiconque veut entreprendre un projet incluant la participation et l'émancipation citoyenne à travers ou à partir d'une approche culturelle. À partir de 2004, la Ville de Lyon a mis en place une Charte de Coopération Culturelle qui contractualise l'engagement des institutions culturelles municipales dans la Politique de la Ville et fait la part belle à la médiation culturelle comme levier et outil. En 2005, la Politique de développement culturel de la Ville de Montréal adopte la médiation culturelle comme action prioritaire afin de favoriser l’accès à la culture pour tous ses citoyens.

### La médiation culturelle en musée
La médiation muséale est confrontée à plusieurs défis :
- L'œuvre qu'elle expose ne peut être comprise hors de l'espace pour lequel elle a été faite, ce qui rend paradoxale la position qu'elle occupe dans le musée où son contexte d'origine (exposition dans une église, un château, une maison, une galerie d'art, un espace public… où elle pouvait être vue de près ou de loin avec un éclairage particulier) est oublié[16] ;
- La révolution numérique permet au public de personnaliser et d'enrichir sa visite (consultation de contenus spécifiques sur son smartphone) mais peut aussi l'éloigner des musées, la dématérialisation entraînant une rupture du rapport à l'œuvre (les médiateurs sont amenés à s'interroger sur l'articulation ente visite physique et visite virtuelle)[17].

Cette médiation se situe entre deux conceptions extrêmes : privilégier la consommation apparemment passive, voire consumériste, de nouveaux publics en masse, ou favoriser leur implication, leur participation, sans souci d'objectifs quantitatifs :

« La place est difficile à identifier entre l’action pédagogique, l’action culturelle issue de l’éducation populaire et le marketing qui gagne progressivement l’ensemble des institutions culturelles. À ces conflits s’ajoute une vieille opposition entre les institutions qui travaillent avec des créateurs et des interprètes – médiateurs en quelque sorte entre leurs œuvres et leurs publics (théâtre, musique) – et celles qui mettent les publics face aux œuvres, sans véritables clés pour l’interprétation (beaux-arts, arts plastiques) »

— Marie-Christine Bordeaux & Élisabeth Caillet, La médiation culturelle : Pratiques et enjeux théoriques

### La médiation culturelle en bibliothèque
Telle que proclamée par le Manifeste de l’UNESCO sur la bibliothèque publique, la médiation culturelle a pour mission de développer le sens du patrimoine culturel et le goût des arts, en assurant un accès de tous les citoyens sans discrimination aux œuvres artistiques et culturelles. La médiation culturelle facilite la rencontre entre les œuvres, les documents, les expressions culturelles et les citoyens par le biais de conférences, d’animations, d'ateliers, de rencontres et autres activités sérieuses ou ludiques.
Cette politique volontariste menée dans les pays dits occidentaux depuis une trentaine d'années envers les populations est sous-tendue par le constat que les lieux culturels, bien qu'ouverts à tous et malgré des politiques tarifaires attractives, peinent à attirer une grande partie de la population. Il s’agit alors de mettre en œuvre des actions pour offrir à chaque citoyen les mêmes chances d’accès aux ressources culturelles, aux formes symboliques et à un imaginaire enrichi en contribuant ainsi à la réduction d'inégalités culturelles et sociales. Cela implique de porter une attention particulière aux publics éloignées, empêchés, aux faibles lecteurs et aux non-lecteurs. Le service de référence repose avant tout sur la relation humaine et l’adaptation continuelle des services. Les activités « hors-les-murs » constituent un exemple de stratégie de médiation visant à mettre les populations en contact avec des contenus culturels de qualité. Le fait de sortir des murs de la bibliothèque permet aussi une analyse plus efficace de la communauté et de générer de meilleures relations entre celle-ci et la bibliothèque.
Une distinction s’opère entre l’action, l’animation et la médiation culturelle. L’animation culturelle correspond aux pratiques alors que la médiation culturelle se définit comme une position ou une attitude à l’égard du public et des collections. La bibliothèque se présente aussi comme un espace d’éducation culturelle et artistique avec la pratique d’ateliers orientée vers le jeune public. L’action culturelle en bibliothèque a émergé dans le mouvement de démocratisation culturelle à la fin des années 1960 en même temps que la création des maisons de la culture en France. La mission culturelle des bibliothèques est double : au sens de la culture anthropologique, la bibliothèque assure la conservation et la création de la culture au sein de la communauté. Au sens de la culture générale, elle conserve et valorise le patrimoine culturel dont elle est dépositaire pour le futur. La bibliothèque se positionne comme un acteur incontournable de la culture sur le territoire dans sa mission de promotion de la création et des connaissances. L’action culturelle s’est amplifiée grâce à la modernisation et la diversification de l’offre des supports documentaires (CD, DVD, bandes dessinées, mangas…) au sein de la bibliothèque qui devient une médiathèque. L’action culturelle en bibliothèque s’inscrit dans une démarche plus globale de projet. L’orientation politique du projet se formalise en une programmation consacrée à la culture au sein de la bibliothèque. La bibliothèque joue son rôle de médiateur à plusieurs titres : sa mission de la classification et d’éclairage dans la masse informationnelle, son rôle de socialisation en tant que lieu de liberté et d'espace culturel. La bibliothèque crée des interrelations au sein de la communauté des citoyens. Elle accompagne les usagers à la rencontre des créations et à saisir le processus contextuel artistique. La médiation en [bibliothèque est au croisement entre l’usager (et ses connaissances et modes d’acquisition du savoir), le lieu (avec sa logique de fonctionnement) et l’objet exposé (et la diversité de son contenu culturel). En plus du rôle d’intermédiaire, la médiation en bibliothèque englobe aussi des notions d’accueil, d’orientation et de conseil. L’objectif principal est la transmission et l’accompagnement vers les connaissances et la création d’un lien entre le public et les collections de la bibliothèque en favorisant l’accès à la culture. La littérature professionnelle sur la médiation en bibliothèque renvoie de manière générale au numérique, au public éloigné, aux activités « hors les murs » et la médiation par le livre dans une visée sociale de réduction des inégalités.Une des premières médiations culturelles est formalisée au début des années 1990. La médiation du livre est à destination des publics éloignés ou empêchés en partenariat avec le dispositif ATD/QM dans une démarche sociale de réduction des inégalités d’accès à la culture. La bibliothèque joue un nouveau rôle de relais entre les quartiers et l’espace des connaissances considéré comme sanctuarisé. Dans ce contexte, la médiation par le livre se formalise à travers trois cadres de références : un mode alternatif et pacifique de gestion de conflits, une démocratisation qualitative à la culture des jeunes des classes populaires par un acte politico-pédagogique en faveur de la lecturisation, une vision innovante de la place et du rôle des bibliothèques et de la fonction des bibliothécaires dans la médiation]par le livre avec le public. Dans les années 1990, la médiation par le livre soulève un ensemble de contradictions : un fonctionnement élitiste de la bibliothèque face aux besoins diversifiés du public, l’émergence de nouveaux médias et l’ouverture du livre aux autres supports, le flou conceptuel de la médiation dans le monde du livre et les fonctions du bibliothécaire. En revanche, la médiation culturelle par le livre a produit : des liens entre les quartiers et les institutions culturelles, une meilleure prise en compte des besoins des publics cibles vers plus d’équité et d’inclusion, une adaptation de la politique d’acquisition des documents et une nouvelle configuration fonctionnelle et organique de la bibliothèque. La médiation culturelle s’inscrit dans un mouvement du spécifique au systémique au sein de la bibliothèque. La bibliothèque s’ouvre dans le partenariat en réseaux et à la diversité de la communauté des lecteurs. Dans une démarche citoyenne, la médiation par le livre correspond à une triple dynamique : la bibliothèque, les écrits littéraires et le bénéficiaire. L’objectif est de réduire la distance sociologique à l’égard de l’écrit. Dans les années 2000, la médiation culturelle trouve également sa place lorsque la bibliothèque se transforme en tiers-lieu ouvert vers sa communauté. L’offre culturelle n’est plus seulement descendante mais elle est davantage dynamique et participative en impliquant le public en tant qu’acteurs dans les ateliers culturels ou les scènes ouvertes par exemple. La médiation culturelle en bibliothèque se définit à partir de plusieurs caractéristiques : le caractère direct en présence d’un médiateur humain ou le caractère indirect grâce à une interface matérielle ou virtuelle ; le public visé ; des espaces physiques ou numériques consacrés spécifiquement à la culture, des espaces de lecture de la médiathèque et un troisième lieu appelé « hors les murs » proposant des activités plus accessibles et suscitant plus d’appétence au monde de la culture ; la temporalité continue ou événementielle. Dans une enquête menée en 2004 auprès de 239 bibliothèques municipales publiques dans toutes les régions de France, la médiation culturelle rassemble des actions classiques et des participations évènementielles inscrites dans la programmation culturelle. Le double mouvement d’institutionnalisation et d’innovation de l’action culturelle des bibliothèques transparaît aussi à travers la participation des établissements aux manifestations nationales auxquelles participent 93 % de l’échantillon avec les partenaires : mois du film documentaire, Fête de la science, La Semaine du goût, Lire en fête, Le Printemps des poètes, Les Belles Étrangères, la Semaine de la langue française et de la francophonie, les Journées du patrimoine… La médiation culturelle est aussi une conception du rôle du bibliothécaire dans sa relation entre les publics et la bibliothèque dans son ensemble. L’accès libre, rapide et massif à l’information transforme la posture du bibliothécaire. L’ère numérique participe à la légitimation du rôle de bibliothécaire qui se présente comme un médiateur dans sa mission culturelle et sociale. Le rôle de médiateur recouvre plusieurs facettes : celle de l’hédoniste, à éveiller le plaisir de la lecture, à celle plus technique et classique de la validation d’un contenu. De prescripteur à médiateur, le bibliothécaire conseille le public au plus près de leurs besoins et dans un contexte traversé par l’actualité médiatique et culturelle.
Le web 2.0 a modifié l’approche humaine à l’information. Dans ce contexte, les professionnels de l’information proposent de la médiation dans les bibliothèques, puisque la Littératie numérique est devenue nécessaire au fonctionnement citoyen. La médiation apparait en tant que relation entre bibliothécaire, usager et document, mais elle s’étend également à la culture numérique. Effectivement, les professionnels de l’information travaillent à faciliter cet apprentissage et à présenter les outils utiles à l’adaptation au flux constant d’informations sur le web et la place qu’y prennent les personnes. Les individus et les bibliothèques ont dorénavant une identité numérique, ce qui permet et rend même nécessaire la médiation numérique. Les bibliothécaires ont dû renouveler leurs façons de faire tout en gardant en tête les principes fondamentaux du métier, notamment faire découvrir des ressources culturelles, peu importe leur support. Il s’agit d’intégrer les outils numériques pour développer une interaction avec l’usager, et non pas d’utiliser ces derniers comme simples acteurs de transmission d’information. Les bibliothécaires ont pour rôle, dans notre ère de l’information, d’y ajouter de la valeur en travaillant pour faciliter son repérage, son utilisation et sa curation. En d’autres mots, la médiation consiste à faciliter la rencontre entre l’information et les usagers.
Le développement du web a permis de rendre accessible nombre de documents grâce au contenu maintenant disponible en ligne, permettant aux usagers de consulter à distance les ressources à disposition. Le web s’intègre également comme outil de médiation pour les bibliothèques, car il permet de diversifier les services qui y sont offerts. L’interaction avec les usagers se veut bonifiée des formations ou encore des expositions qui sont maintenant accessibles virtuellement. Les bibliothécaires font le pont entre l’information surabondante sur le web et l’usager, en aidant ce dernier non seulement à trouver ce qu’il cherche, mais également à filtrer et organiser les fruits de se recherche. Dorénavant, le service de référence peut se faire au moyen d’un chat ou d’une foire aux questions sur un site web. De plus, les médias sociaux créent l’opportunité d’afficher les institutions documentaires et d’engager sa communauté. Ils constituent un lieu de rencontre virtuel où les utilisateurs peuvent échanger. Le travail collaboratif est également mis de l’avant avec les wikis qui ont pour objectif de faciliter l’accès à l’information. À cet effet, de nombreux professionnels de l’information participent à ce type d’initiative dans un esprit d’accès libre.

### La médiation culturelle en entreprise
On voit se développer aujourd'hui en Amérique du Nord principalement, des usages de formes médiation culturelle en entreprise. Une organisation peut faire appel par exemple à un team building créatif qui propose aux participants de créer une œuvre artistique collective afin de redonner une dose d’énergie à ses équipes ou stimuler la collaboration. Le médiateur culturel intervient alors dans la vie de l’entreprise à l’étape où l’on doit réunir les employés autour d’un projet qui vise le tissage de liens, le partage de connaissances, la résolution de problèmes et la mobilisation, tous nécessaires à une équipe soudée et efficace. Les activités culturelles en entreprise sont un facilitateur pour réduire le stress, renforcer l’esprit d’équipe, améliorer le climat de travail et le bien-être des employés. La médiation en milieu de travail permet de rejoindre les citoyens en même temps que les décideurs.

## Cas de la médiation culturelle du patrimoineversusl'interprétation du patrimoine
Lorsque la médiation culturelle s'applique au patrimoine culturel ou au patrimoine naturel, l'expression « médiation du patrimoine » peut être utilisée,. Cependant, cette médiation culturelle du patrimoine est à distinguer de la doctrine anglo-saxonne de l'interprétation du patrimoine. Certes, les deux concepts sont voisins et s'inscrivent dans le champ de la médiation. Ils partagent le fait, d'une part, de vouloir réduire l'écart entre le voir et le savoir auprès des visiteurs, et, d'autre part, de pouvoir prendre la forme d'interventions humaines et de supports allant au-delà de la simple démonstration. Cependant, leur philosophie et les effets visés sont différents,, même si les concepts peuvent se compléter selon certains modèles.

## Médiateurs culturels
Usuellement, on appelle ainsi surtout les professionnels de la médiation culturelle. Ils exercent leurs activités au sein d'institutions, de collectivités territoriales, d'associations et d'entreprises. Ils font parfois partie d'un service pédagogique, service culturel ou encore service des publics. Le médiateur culturel utilise une technique de communication à part entière, il sert de pont entre le visiteur et l’œuvre d’art, favorisant ainsi les échanges entre les arts et les individus. Il s’agit donc d’éducation informelle, proche du loisir. Aux acteurs désignés que sont les médiateurs professionnels – l’ensemble des animateurs et accompagnateurs, entremetteurs, traducteurs, interprètes, passeurs de culture, go-betweens, gate-keepers, etc. –, il faut ajouter les acteurs parfois moins visibles, voire anonymes, qui participent à la transmission du sens, à l’élaboration des pratiques culturelles.

### Formations et qualifications
Des diplômes de médiation culturelle et communication sont délivrés dans différents cadres disciplinaires en particulier les Arts, les sciences du langage, les Sciences de l'Information et de la Communication ou l'Histoire de l'Art, notamment à l'École du Louvre, au CELSA, au département de Médiation culturelle de l'Université Sorbonne-Nouvelle et de l'Université Paris-VIII-Vincennes–Saint-Denis. Il existe également des diplômes de médiation du patrimoine.
L'Université de Poitiers propose, depuis 2012, un master « Livres et médiations » sur les médiations du littéraire sous toutes ses formes.
Le Conservatoire national des arts et métiers(CNAM) de Paris, propose un Certificat de compétences en médiation culturelle.
Au Québec, différents milieux scolaires offrent des spécialisations en médiation culturelle. C’est le cas de l’Université du Québec à Chicoutimi offre le programme de Certificat en médiation et transmission culturelle en arts qui se greffe au Baccalauréat interdisciplinaire en art. Au niveau collégial, le cégep Saint-Laurent offre un programme de 330 heures en Spécialisation en médiation culturelle.

### Missions
La mission du médiateur culturel est de faire le lien entre le public et l'œuvre ; il peut s'agir de médiation orale (visite, ateliers…) ou de médiation écrite (écriture de journaux d'exposition, cartels détaillés, fiches de salles). Les médiateurs peuvent également mener des projets numériques (dispositifs numériques, visites virtuelles…).
Dans les expositions, l'intervention du médiateur se fait dès la conception de l'exposition et l'élaboration du cahier des charges pour les scénographes, puis pendant l'exposition auprès des publics, et enfin après l'exposition pour prolonger l'exposition auprès des publics.
Il a un rôle particulier à jouer avec les publics dits « éloignés » ou « empêchés » pour des raisons culturelles, sociales ou économiques, ainsi qu'avec les publics handicapés où son rôle de passeur est précieux.
Le rôle du médiateur culturel a été souligné dans la loi musée, intégrée aujourd'hui au Code du patrimoine.
"Cette médiation continue de défendre que les œuvres n'ont peut-être rien à nous dire tant que nous n'acceptons pas de dire quelque chose à travers elle. Qu'elles sont dépositaires de lectures qui les dépassent et que c'est dans cette confrontation qu'elles vivent. Rêvons alors d'entendre à nouveau cette phrase apparemment paradoxale d'un visiteur à l'issue d'une visite réussie au musée d'Orsay : J'ai tout aimé, même ce que je n'ai pas aimé." Serge Saada (1965-2024)